# Sasha Velour
Sasha Velour   (Berkeley, 25 de juny de 1987) nom artístic d'Alexander Hedges Steinberg, és una drag queen, dissenyadora i il·lustradora estatunidenca. El seu treball creatiu inclou representacions, publicacions i música amb el seu paper drag. Va obtenir major notorietat amb la seva partició a la novena temporada de RuPaul's Drag Race l'any 2017, de la qual es va alçar amb la victòria.

## Biografia
Velour va néixer a Berkeley, Califòrnia com a fill únic de Mark Steinberg i Jane Hedges. Posseeix ascendència jueva russa de part de la família del seu pare. Va créixer a Connecticut fins a l'edat de 9 anys, quan la família es va mudar a Urbana, Illinois, on el seu pare treballa com a historiador rus a la Universitat d'Illinois a Urbana-Champaign. La seva mare va treballar com a directora editorial de la revista Slavic Review.
Velour es va graduar a la University Laboratory High School de Champaign-Urbana el 2004. Va treballar a temps parcial com a guarda de seguretat al Museu de l'Hermitage a Sant Petersburg, Rússia, i després va fer unes pràctiques al Staatsoper (teatre de l'òpera) de Berlín, Alemanya.
Va obtenir la llicenciatura en literatura moderna a la universitat Vassar College l'any 2009. El 2010, va participar en el Programa Fulbright com a becària a Moscou i va completar un projecte que tenia com a objectiu entendre el paper de diferents formes d'art en la societat russa contemporània. Va cursar un Màster en Belles Arts en humor gràfic el 2013 al Center for Cartoon Studies de White River Junction, Vermont.
La seva mare va morir el 2015 de càncer, i des de llavors duu el cap pelat en moltes de les seves actuacions com a homenatge cap a ella.
Resideix actualment a Brooklyn, Nova York, amb la seva parella John Jacob Lee (conegut com Johnny Velour) i la seva gossa Vanya.
Velour és una persona genderqueer que, fora del seu personatge de drag, utilitza qualsevol pronom.

## Drag
La carrera de Velour dins del drag va començar a Vermont durant la setmana de la seva graduació de l'escola d'art. Coneguda per ser una artista original, Velour incorpora aquesta excentricitat en el seu personatge de drag, amb expressions andrògines i poc convencionals. Abans de la seva participació a RuPaul's Drag Race, havia participat en el vídeo musical C.L.A.T. amb altres drag queens novaiorqueses: Peppermint, Aja i Alexis Michelle, que també van participar en la mateixa temporada del programa. Les transformacions d'aspecte i maquillatges de Velour han aparegut en publicacions com Vogue, Cosmopolitan, Vanity Fair, i Billboard. Velour també ha creat, produït i organitzat diferents sessions de fotos, collages i dibuixos sobre art i drag.

### Còmics i disseny
Els còmics i il·lustracions de Velour han aparegut a The NIB, InkBRICK, Comics Workbook Magazine, QU33R i Cicada Magazine, entre d'altres, sota les signatures de Sasha Velour i Sasha Steinberg. També ha creat una sèrie de còmics titulada "Stonewall", que expliquen la història dels disturbis de Stonewall des de diferents punts de vista. Highlow Comics va comentar que la sèrie era «una visió intel·ligent, bella i enginyosa d'un esdeveniment històric significatiu i difícil».

El març de 2016 es va dur a terme una exhibició individual de l'obra de Velour, anomenada "Nightrooms", a la Black Box Gallery de Brooklyn. El treball de Velour també ha format part de l'exhibició grupal "Coney Island Babies, Visual Artists from the Brooklyn Drag Scene" de la Divisió Queer de l'Oficina de Serveis Generals que es va inaugurar a Manhattan a l'octubre de 2016. El març de 2017, Velour va dissenyar una samarreta de màniga llarga per "Contemporary Drag", una línia de moda d'edició limitada de la New Art Dealers Alliance (NADA), en col·laboració amb Print All Over Me.

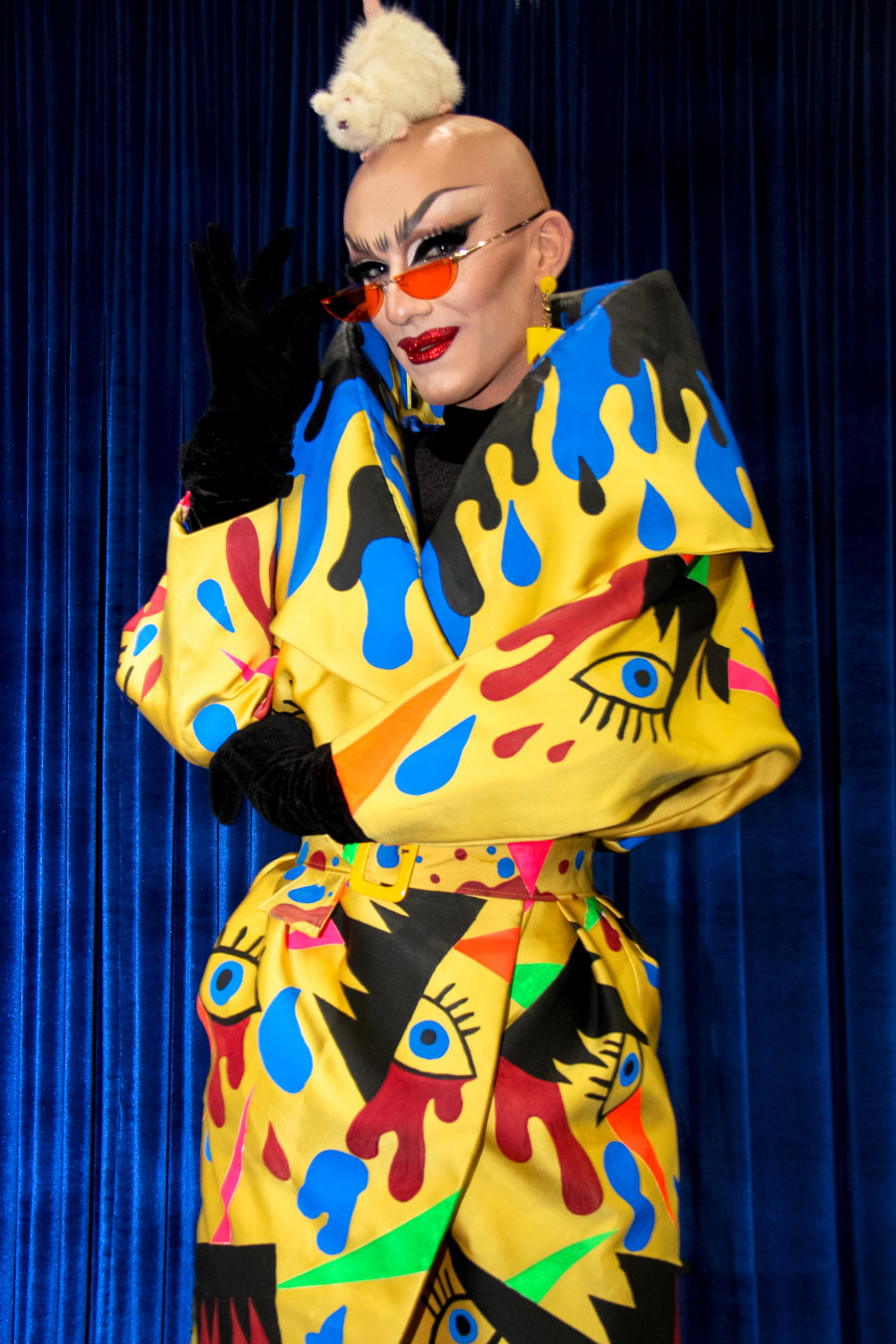
Sasha Velour a la Dragcon 2018.

### Velour, The Drag Magazine
A l'estiu de 2014 Velour va fundar, al costat de la seva parella Johhny, "Velour, The Drag Magazine" (originalment titulada VYM)', una publicació bianual sobre drag. Velour és la directora artística de la revista. El primer número, "What is Drag?", va ser publicat al juny de 2015, i el segon número, "Realness", a l'octubre de 2016. La revista inclou entrevistes, fotografies, poesia i il·lustracions que mostren el poder, la bellesa i el propòsit del drag.

### Nightgowns
Des d'agost de 2015, Velour produeix a Brooklyn "Nightgowns" (literalment, Camisoles), un espectacle de drag mensual. Els esdeveniments han tingut lloc habitualment a Bizarre Bushwick i National Sawdust. La pròpia Velour va qualificar els espectacles al diari The New York Times com «bonics, divertits i carregats de política».

### RuPaul's Drag Race
Velour es va presentar al càsting de la vuitena temporada de RuPaul's Drag Race, però no va ser seleccionada. El març de 2017, es va anunciar que seria una de les 14 participants de la novena temporada del format. Finalment, al juny de 2017, Sasha Velour va ser coronada com la guanyadora de la temporada.